# Zombie (cocktail)
Lo Zombie è un cocktail esotico a base di Rum appartenente alla categoria dei Tiki. Un cocktail inventato nel 1934 da Ernest Raymond Beaumont Gannt più conosciuto come Donn Beach.
Nel tempo il cocktail Zombie diventa talmente popolare da diventare un classico, nonostante sia una potentissima combinazione di diversi stili di rum, tra cui un rum overproof.
Lo Zombie è talmente potente da creare leggende e racconti piuttosto bizzarri intorno alla sua origine. Lo stesso Donn servirà alla clientela lo Zombie come un "riparatore dei sogni infranti" e obbligherà lo staff del locale a non servire più di due Zombie ad una stessa persona.
La ricetta dello Zombie rimane segreta per molti anni perché composta da indecifrabili ingredienti fatti in casa creati da Donn in persona. Tra questi troviamo il Don's Mix e il falernum. A differenza dei cocktail tiki della seconda era lo Zombie cocktail non viene servito in una Tiki Mug ma in semplice bicchiere di vetro rigorosamente a tubo. Anche la decorazione è molto semplice, un rametto di menta che servirà, con la sua freschezza, a preparare il palato ad un cocktail veramente potente e alcolico.
Oggi conosciamo lo Zombie a partire dalle testimonianze da alcuni dei barman filippini che dal 34' lavoravano nei Don the Beachcomber. Una testimonianza significativa della ricetta del 1934 si può trovare in un ricettario intitolato "Original Polynesian Tropical Bar Recipes" scritto nel 1963 da Dick Moano e Wally Turnbow. Lo stesso Donn divulgherà una ricetta di Zombie negli anni 50' a Luis Spievac, ma sarà la ricetta che Don modifica dopo aver aperto un Don the Beachcomber alle Hawaii.
Ad oggi il maggiore contributo alla ricerca dei cocktail di Donn ed in particolare dello Zombie Cocktail proviene da Jeff Berry, più noto come Beachbum Berry.

## Ingredienti
- 4,5 cl di rum portoricano o cubano gold
- 4,5 cl di rum dark giamaicano
- 3 cl di rum demerara overproof
- 2 cl di succo di limetta fresca
- 1,5 cl di falernum
- 1,5 cl di Don's mix
- 1 tsp di granatina
- 1 dash di Angostura bitters
- 6 drop di Pernod

## Preparazione
La preparazione avviene nel blender, come solitamente preparava i cocktail Donn. Utilizzare il blender a basse velocità o con la funzione pulse facendo attenzione a non creare un cocktail frozen.